# Karl Julius Braunsdorf
Karl Julius Braunsdorf (* 29. März 1807 in Dresden; † 26. Oktober 1883 in Freiberg) war ein deutscher Maschinenkonstrukteur. Er führte das Drahtseil als Förderseil im sächsischen Bergbau ein.

## Biographie
Der Sohn des Dresdner Magazinkontrolleurs und Rentamtmanns Johann Karl Braunsdorf und dessen Frau Johanne Christiane Sophie, geborene Fischer, besuchte zunächst die Bürgerschule in der Dresdner Neustadt. Seine weitere Ausbildung erhielt er am Wielandschen Institut in Dresden und am Hempelschen Institut in Leipzig. Nach seinem Gymnasialbeschluss an der Nikolaischule wurde Braunsdorf 1825 an der Bergakademie Freiberg immatrikuliert, wo er sich während seiner fünfjährigen Studienzeit insbesondere der Maschinenbaukunde widmete. Wie sein jüngerer Bruder Bernhard Braunsdorf wurde er 1829 Mitglied des Corps Montania Freiberg.
1835 erhielt Braunsdorf eine Anstellung als Maschinenbaugehilfe beim Bergamt Freiberg. Im selben Jahre ließ er sich aus Clausthal von Julius Albert entwickelte Eisendrahtseile kommen, um auf dem Pferdegöpel des Alt-Hörnig-Schachtes in Brand vergleichende Versuche mit Hanf- und Eisendrahtseilen als Treibeseile durchzuführen. Nachdem sich die Albertschen Seile als vorteilhaft erwiesen hatten, ließ Braunsdorf in der Freiberger Seilerbahn eine 1841 vom Werkmeister Johann Traugott Bertram konstruierte Drahtseilmaschine errichten. Seit 1840 war Braunsdorf Assessor für Maschinenwesen mit Zuständigkeit für ganz Sachsen, daneben beriet er die Administrationen des Fiskalischen Steinkohlenwerkes Zauckerode und der Porzellanmanufaktur Meißen in Maschinenangelegenheiten. Braunsdorf war seit 1841 mit Louise Haupt, einer Tochter des Vizebergmeisters Friedrich Traugott Michael Haupt, verheiratet. 1846 erfolgte seine Ernennung zum Kunstmeister und 1853 zum Oberkunstmeister.
Braunsdorf konstruierte eine Vielzahl von Wassersäulenmaschinen, Dampfmaschinen, Erzwäschen und Pochwerksanlagen für den sächsischen Bergbau. Daneben war er Mitglied des Sächsischen Ingenieurs- und Architekten-Vereins und Verwaltungsausschussvorsitzender des Erzgebirgischen Steinkohlen-Actien-Vereins. Für seine Verdienste wurde Braunsdorf 1852 als erster aus dem Bergfach mit dem Albrechtsorden Erster Classe geehrt, der eigentlich Militärs vorbehalten war.
Im Jahre 1860 verstarb seine Frau. Vier Jahre später heiratete er Antonie Neumann. 1869 erfolgte seine Ernennung zum Bergrat. 1880 schied er aus dem Dienst. Braunsdorf war der ältere Bruder des Bergamtsdirektors Bernhard Konstantin Ludwig Braunsdorf.
Anlässlich des XLIV. Berg- und Hüttenmännischen Tages ehrte die Bergakademie Freiberg Karl Julius Braunsdorf im Jahre 1993 mit der Herausgabe einer von der Porzellanmanufaktur Meißen geschaffenen Gedenkmedaille aus braunen Böttgersteinzeug, deren Avers die Büste Braunsdorfs trägt.